# Tu te reconnaîtras
"Tu te reconnaîtras" er en sang, som er sunget på fransk af den franske sanger Anne-Marie David, der repræsenterer Luxembourg, var den vindende sang ved Eurovision Song Contest 1973 - i en af de sjældne lejligheder, hvor et land har vundet konkurrencen to år i træk.